# Grand Prix du Portugal
Pour les articles homonymes, voir Grand Prix du Portugal (homonymie).
Le Grand Prix du Portugal est une ancienne course cycliste portugaise créée en 2007. Elle met aux prises uniquement des coureurs espoirs (moins de 23 ans). De 2007 à 2010, elle a appartenu à l'UCI Coupe des Nations U23. Elle a été courue une dernière fois en 2011.
Cet événement a joué un rôle crucial dans la préparation des coureurs pour les compétitions élites. Durant cette période, il a attiré des équipes nationales de divers pays, contribuant à l'éclosion de futurs grands noms du cyclisme professionnel.

## Palmarès
| Année | Vainqueur       | Deuxième        | Troisième         |
| ----- | --------------- | --------------- | ----------------- |
| 2007  | Vitor Rodrigues | Tiago Machado   | Gašper Švab       |
| 2008  | Vitor Rodrigues | Anthony Roux    | Rein Taaramäe     |
| 2009  | Sergio Henao    | Ricardo Vilela  | Rasmus Guldhammer |
| 2010  | Tom Dumoulin    | Nélson Oliveira | Gregory Brenes    |